# Corvol-l’Orgueilleux
Corvol-l’Orgueilleux – miejscowość i gmina we Francji, w regionie Burgundia-Franche-Comté, w departamencie Nièvre.
Według danych na rok 1990 gminę zamieszkiwało 776 osób, a gęstość zaludnienia wynosiła 26 osób/km² (wśród 2044 gmin Burgundii Corvol-l’Orgueilleux plasuje się na 304. miejscu pod względem liczby ludności, natomiast pod względem powierzchni na miejscu 182.).